# Paus Stefanus I
Stefanus I (Rome, geboortedatum onbekend – aldaar, 2 augustus 257) was de 23e paus van de Katholieke Kerk. Hij bekleedde zijn ambt in een tijd die zich kenmerkte door grote druk op de Kerk, zowel van binnen als van buiten. Tijdens de christenvervolgingen onder keizer Decius, waren veel christenen hun geloof afgevallen. Hierdoor ontstond de discussie of men deze weer in gratie moest aannemen (zie lapsi). Met Cyprianus boog hij zich over de vraag of deze mensen ook een hernieuwde doop moesten ondergaan. Ze verschilden hierover van mening. Hij vervreemdde zich van Cyprianus en een deel van de Kerk door zijn besluit dit niet verplicht te maken. De ruzie werd groter, waarna Cyprianus geëxcommuniceerd werd.
Ook de hernieuwde instelling van de bisschoppen van León en Astorga leidde tot conflicten. Deze waren, uit veiligheidsoverwegingen, ook van hun geloof gestapt. Stefanus zou voorstander zijn geweest van hun hernieuwde macht, hoewel ook beweerd wordt dat hij ze als 'voorbeeld' zou hebben gestraft door ze niet opnieuw aan te stellen.

## Verering als heilige
Stefanus wordt als heilige vereerd. Zijn gedenkdag is 2 augustus. Zijn hoofd wordt in Speyer (Duitsland) als relikwie vereerd.
Sinds 1961 wordt Paus Stefanus I niet meer als martelaar erkend door de Katholieke Kerk. Zijn heiligheid is echter niet betwist.

## Wetenswaardigheid
Cosimo de Medici herdacht een slag die op 2 augustus 1554 door Toscane werd gewonnen met de instelling van de Heilige en Militaire Orde van Sint-Stefanus Paus en Martelaar.
Cursief: tegenpaus